# Gráficos conceptuales

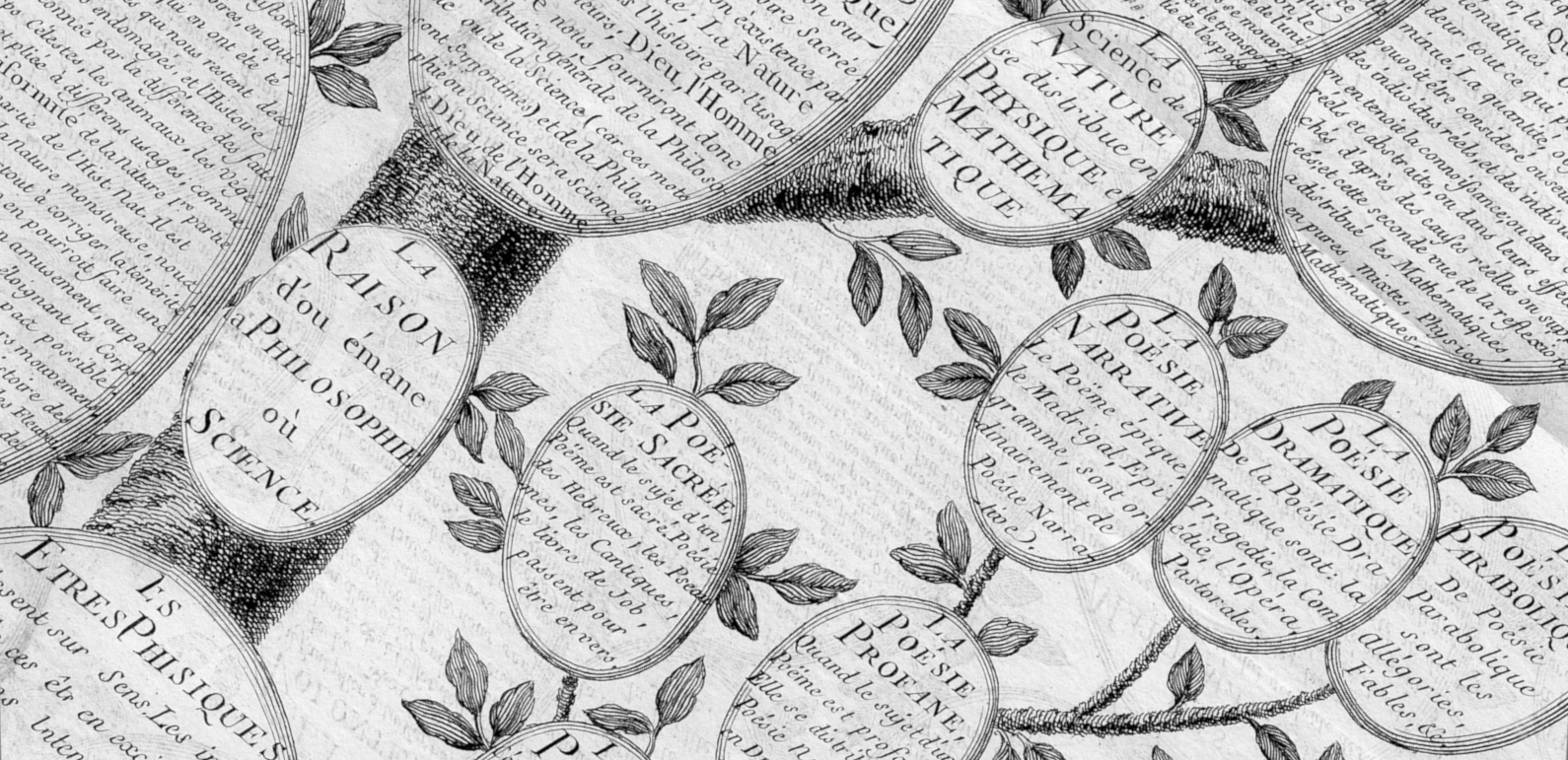
Detalle de un Árbol del conocimiento según la Encyclopédie de Diderot y d’ Alembert.

Se denomina gráficos conceptuales al sistema de notación simbólica y de representación del conocimiento formulado por John F. Sowa. El mismo se basa en los gráficos existenciales de Charles Sanders Peirce, en las estructuras de las redes semánticas y en conclusiones de la lingüística, la psicología y la filosofía. La idea básica fue elaborar un sistema que represente de la manera más adecuada y fácil posible las estructuras del lenguaje natural. En su primer artículo al respecto, Sowa lo utilizó para representar modelos conceptuales de bases de datos. En su primer libro publicado en 1984, extendió su utilización a diversos tópicos de la inteligencia artificial, de la informática y de las ciencias cognitivas. Asimismo se desarrolló un estándar linear de notación denominado Conceptual Graph Iterchange Format (CGIF) para el proyecto de estándar ISO relativo a la lógica corriente.